# Vinça
Vinça település Franciaországban, Pyrénées-Orientales megyében. Lakosainak száma 2205 fő (2022. január 1.). Vinça Rodès, Rigarda, Joch, Finestret, Espira-de-Conflent, Marquixanes és Arboussols községekkel határos.

## Népesség
A település népessége az elmúlt években az alábbi módon változott:
| Lakosok száma | 1955 | 2003 | 2065 | 2075 | 2111 | 2131 | 2146 | 2156 | 2205 |
|               | 2013 | 2015 | 2016 | 2017 | 2018 | 2019 | 2020 | 2021 | 2022 |